# ولادیمیر آقاجانیان
ولادیمیر لوونی آقاجانیان (ارمنی: Վլադիմիր Լևոնի Աղաջանյան؛ زادهٔ ۳۱ اوت ۱۹۴۹) یک  سیاستمدار اهل ارمنستان است که از تاریخ ۱۹۹۰ تا تاریخ ۱۹۹۵ سمت نمایندگی دوره اول شورای عالی جمهوری ارمنستان را برعهده داشت.

## زندگی‌نامه
در	۳۱ اوت ۱۹۴۹ ‏ در ارمنستان به دنیا آمد و از انستیتو دام‌پروری و دام‌پزشکی ایروان فارغ‌التحصیل شد. 